# シュガーレス
シュガーレス（sugarless）とは、糖を含まないこと。とくに食品・飲料についていう。

## 日本
日本の法制度上、「シュガーレス」「ノンシュガー（non sugar、non-sugar）」「無糖」「糖類ゼロ」などの表現は、食品100gもしくは飲料100mLに対し、単糖類または二糖類の糖類が0.5g未満であることを意味する。
健康増進法に基づく栄養表示基準の定めにより、糖類を「含まない旨」（例えば、無、0、ゼロ、ノン、レス）を表示する場合、上記の基準以下であることが求められている。従って実際の食品・飲料中に糖類が「完全にゼロ」であることを必ずしも意味しない。また、ステビアなど天然甘味料、アスパルテームなどの人工甘味料、キシリトール、エリトリトールといった糖アルコールを使用していても、これらは糖類ではないため、糖類が含まない旨の表示は可能である。

### 類似の概念
「糖質ゼロ」の場合も同様の量的基準であるが、栄養表示上の糖質とは食物繊維を除く全ての炭水化物であるため、糖類はもとより糖アルコール、オリゴ糖、デンプン等も含む。したがって「糖類ゼロ」よりも「糖質ゼロ」の方がより厳しい基準であるといえる。
糖類の割合が「低い旨」（低、ひかえめ、小、ライト、ダイエット、オフ）の表示の場合は、食品では100g中5g未満、飲料では100mL中2.5g未満が基準値となる。